# Denis Mitchell
Denis Mitchell   (1912 – 1993) fue un escultor abstracto inglés que trabajó fundamentalmente el bronce y la madera. Se trasladó a Cornualles en 1930 y se convirtió en un importante miembro del grupo de artistas de St Ives. Durante algunos años fue ayudante de Barbara Hepworth.